# Sigizmund Anichimowski
Sigizmund Anichimowski, w Polsce używał imienia Zygmunt (ur. 13 września?/25 września 1899 w Wiaźmie, zm. 25 maja 1965 w Rostowie nad Donem) – Polak, generał major wojsk pancernych Armii Czerwonej i generał brygady Wojska Polskiego.

## Życiorys
Syn Bolesława. Z zawodu monter. 5 grudnia 1917 wstąpił do Czerwonej Gwardii. Był dowódcą plutonu 2 Wiaziemskiej Baterii 20 Dywizji Strzelców 1 Armii Frontu Wschodniego. Od 1918 roku był członkiem RKP(b)/WKP(b).
Od kwietnia 1920 był podchorążym Szkoły Czerwonych Dowódców Dowództwa Armii Czerwonej. Od lipca 1923 był dowódcą plutonu 8 batalionu artylerii haubic 8 Dywizji Strzelców 5 Korpusu Strzelców. Od października 1924 był szefem wywiadu 2 baterii haubic 8 Dywizji Strzelców. Od kwietnia 1925 był dowódcą baterii szkolnej 8 Pułku Artylerii. Od października 1927 do sierpnia 1928 – słuchacz artyleryjskich kursów doskonalących kadry dowódczej Armii Czerwonej. Od sierpnia 1928 był dowódcą 3 batalionu artylerii 8 pułku artylerii. Od sierpnia 1931 był dowódcą szkolnego dywizjonu artylerii 5 brygady artylerii. Od 22 kwietnia 1932 do maja 1936 - słuchacz Akademii Wojskowej Armii Czerwonej im. Frunzego.
Rozkazem NKO nr 00448 z 13 maja 1936 został mianowany szefem 1 Wydziału Oddziału Broni Pancernych Nadwołżańskiego Okręgu Wojskowego, od maja 1937 był szefem tego Oddziału (najprawdopodobniej czasowo pełniący obowiązki).
Aresztowany 21 grudnia 1937 przez specjalny wydział NKWD Nadwołżańskiego Okręgu Wojskowego, był przetrzymywany w więzieniu wewnętrznym NKWD. Skazany 5 lutego 1940 na specjalnym posiedzeniu NKWD ZSRR na 3 lata obozu pracy.
Od sierpnia 1941 był wykładowcą taktyki, od lutego 1942 szefem cyklu taktyki, od kwietnia 1942 szefem wydziału szkolenia w Czkałowskiej Szkole Czołgowej, od 29 stycznia 1943 - szef cyklu taktycznego w Kamyszyńskiej Szkole Czołgowej.
Od czerwca 1941 roku (według innych źródeł od września 1942 roku) brał udział w działaniach wojennych przeciwko Niemcom. W styczniu 1944 roku był szefem Wydziału Operacyjnego Sztabu 25 Korpusu Pancernego, a od kwietnia do września 1944 roku szefem sztabu tego korpusu, uczestniczył m.in. w walkach pod Stalingradem.
11 września 1944 roku, w stopniu pułkownika, został skierowany do służby w Wojsku Polskim na stanowisko szefa sztabu Dowództwa Wojsk Pancernych i Zmotoryzowanych. 30 grudnia 1944 roku Krajowa Rada Narodowa mianowała go generałem brygady. W 1945 roku wziął udział w kampanii niemieckiej. 11 lipca 1945 roku został awansowany na stopień generała majora wojsk pancernych Armii Czerwonej. 12 lipca 1945 roku powrócił do ZSRR. 14 lipca 1967 roku wyrokiem Trybunału Wojskowego Nadwołżańskiego Okręgu Wojskowego został zrehabilitowany.

## Ordery i odznaczenia
- Order Krzyża Grunwaldu III klasy (11 maja 1945)[4]
- Order Lenina (ZSRR)
- Order Czerwonego Sztandaru (ZSRR, dwukrotnie w 1944)
- Order Wojny Ojczyźnianej I klasy (ZSRR, 20 września 1944)